# Maasboulevard (Rotterdam)
De Maasboulevard is de belangrijkste oostelijke toegangsweg van het centrum van Rotterdam in de Nederlandse provincie Zuid-Holland. Vanaf de Boerengatbrug maakt het deel uit van de centrumring S100, en daarvoor van de S107.
De Maasboulevard ligt op de rechteroever van de Nieuwe Maas en strekt zich uit van de Oude Haven tot de Honingerdijk, waar de weg overgaat in de Abram van Rijckevorselweg. De Maasboulevard biedt over de grote bocht in de Maas een goed uitzicht op de skyline van Rotterdam.
Tot 1953 lag op de plaats van de Maasboulevard het spoorwegemplacement van station Rotterdam Maas. Na de Watersnood werd besloten de dijken te verhogen. De hoofdwaterkering in Rotterdam is toen verplaatst van de Oostzeedijk naar de Maasboulevard. De Maasboulevard is op deltahoogte gebracht en in 1964 voor het verkeer geopend. De weg telt 2×2 rijstroken voor het autoverkeer.
Tussen de Maasboulevard en de Nieuwe Maas ligt tot het zwembad Tropicana, dat tot 2010 als zwembad in gebruik is geweest en nu als evenementengebouw wordt ingezet, en een wooncomplex (ten westen van de Boerengatsluis). Verder is er tussen de Maasboulevard en de rivier geen bebouwing, waardoor een vrij uitzicht geboden wordt.
Onder de Maasboulevard ligt de Willemspoorttunnel die deel uit maakt van de spoorlijn Rotterdam-Breda.